# Bandsloot
Bandsloot is een buurtschap in de Nederlandse provincie Friesland, gelegen aan de gelijknamige weg. De buurtschap ligt nabij Bantega.